# 麻木久仁子
麻木 久仁子（あさぎ くにこ、1962年11月12日 - ）は、日本のタレント、俳優、キャスター、司会者、エッセイスト、コメンテーター。
APF通信社代表の山路徹は前夫。

## 来歴・人物

### 出生から学生時代まで
1962年（昭和37年）11月12日、東京都大田区生まれ。弟と妹がいる。東京都立国分寺高等学校へ進学。学習院大学に入学するも中退。学習院を選んだ理由は「オシャレで合コンの時にもウケそうだと思ったから」だった。

### 芸能界入り
大学を中退後、芸能活動を開始。最初の仕事は、1983年に放映された「東京ディズニーランドの開園告知」のテレビCMだった（詳細は、オリエンタルランド - 東京ディズニーリゾートの広告展開を参照）。この時期、当時、同じ事務所に所属していた小比類巻かほると親友になる。その後、モデルとしてサントリーのテレビCMに出演、1986年、NHK「シャツの店」で女優としてもデビューした。麻木久仁子の芸名で超時空ロマネスク挿入歌「見つめていたい(作詞：小比類巻かほる)」B面で歌手デビューも果たす。
当初は本名で活動していたが、1986年頃「麻木久仁子」に改名。本名が地味なイメージだということと、本名の画数が不幸せや早死にの大凶の運勢だったということで改名に至り、「名前に木の字が3つも入っているので木が生い茂るように仕事などが沢山入るように」という意味も込められているという。その後出演した『いい旅・日本』（TBS）が「一大転機になった」と話している。1988年、オールナイトフジの司会に大抜擢されるが、ずっと黙っていたり、「コマーシャルです」などのコメントを言い損ねたりするなどして1クールで降板する。本人曰く「これで自信喪失した」と思っていたところ、直後に中京テレビ『ヴィヴィアン』のレギュラー出演が決まる。1990年代から『KOSE カウントダウン・ジャパン』『TVおじゃマンボウ』などの司会として出演。2005年6月から「文藝春秋 Book倶楽部」で書評委員を務める。また、『婦人公論』の「婦人公論井戸端会議」で司会を務める（2006年1月22日号より）。

### 私生活
1970年5月に交通事故で当時5歳の弟を亡くしている。ささいなことで姉弟げんかをして仲直りできないまま亡くなってしまったことから、けんかを翌日に持ち越すのは苦手だという。
1994年4月に幼馴染で、『踊る大捜査線』などの映画やドラマの音楽を手掛けた作曲家の松本晃彦と結婚。同年11月25日に長女・賀奈子が誕生。しかし、2005年頃から離婚に向けての話し合いを行い、2006年3月31日に「ここ数年のすれ違いが原因」で離婚。
その後、APF通信社代表取締役の山路徹と再婚。しかし夫の山路が、麻木が離婚後も使用していた松本姓を名乗る形で別居のまま再婚し、2010年11月に離婚したことが、同年12月24日の本人の声明文と12月26日の山路の記者会見で公表された。麻木は24日に報道各社にFAXで声明文を送付し「婚姻関係にあったとのことについては、事実であり否定するものではありません」とした。しかし声明文でも山路の会見においても入籍した年月日は何故か明かされず、山路は後日、麻木側が公表すると述べるにとどめた。その後、12月27日に麻木の代理人弘中惇一郎弁護士が結婚時期詳細について「説明を控える」と発表しており、山路との結婚期間については判明していない。
麻木本人は、前述の声明文を出す前の12月22日に代理人の弘中惇一郎弁護士を伴って会見しており、山路との交際は山路と前妻の大桃美代子の離婚成立前に始まったことを明らかにしたが、「不倫には当たらない」との考えを表明した。またこの会見中に、「事実婚ですか？」との報道陣の質問に「事実婚ってなんだろうと思う」と述べたが、この時点では正式な婚姻関係にあったことを明らかにしておらず、二人の関係を終始「おつきあい」と表現していた。麻木、山路双方共家族にも婚姻関係を秘密にしていた。
2012年、乳癌が発見され、左右両乳房の患部摘出手術を受けた。また、この事実を公表した際、2010年暮れに軽い脳梗塞を発症していたことも告白している。これらのことから、健康第一の生活を考えるようになり、薬膳の勉強をし、国際薬膳師の資格を取得した。
クイズ番組で共演する機会の多いタレントを集めた『クイズサミット』という名前のサークルを主宰している。メンバーで定期的に食事会を開き、メンバー同士でクイズを出題しあうのが主な活動。主なメンバーにはやくみつる、八田亜矢子、宮崎美子、宇治原史規（ロザン）、藤本淳史（田畑藤本）などがいる。自身がレギュラー出演していたクイズ番組のひとつ、クイズ!ヘキサゴンIIでは、番組収録前に行われる50点満点のペーパーテストで史上初の満点を取った。
趣味はステーショナリーグッズ（万年筆など）。
トイプードル（名前は「小徹」）を飼っていて、twitterのつぶやきに頻繁に登場している。
2023年4月から放送大学に選科履修生（自分の好きな講義を一科目から選択できる）として入学している。前期・後期とも各4講義を選択し、全8講義とも「マルA」（最高評価）を取得した。二年目も継続することを決断し、今後の目標として「科目群履修認証制度（放送大学エキスパート）」を掲げている。

## 出演

### テレビドラマ
- おんな風林火山 第1・2話（1986年10月12日 - 10月19日、TBS・大映テレビ） - 嶺松院 役
- 小公女セーコ（1986年10月20日、フジテレビ、月曜ドラマランド）
- 春の姉妹（1987年1月1日、読売テレビ、木曜ゴールデンドラマ）
- 殉愛（1988年3月28日 - 1988年4月29日、TBS、花王 愛の劇場）
- ビキニライン殺人事件（1988年9月24日、テレビ朝日、土曜ワイド劇場）
- 詩城の旅びと 第1・3話（1989年10月9日 - 1989年11月6日、NHK総合、ドラマ10）
- オジサンは怒ってるんだゾ!（1991年3月2日、TBS、ドラマチック22）
- 炎立つ 第一部 第六回  (1993年8月15日)  - 侍女 役
- if もしも「打ち上げ花火、下から見るか? 横から見るか?」（1993年8月26日、フジテレビ） - 三浦晴子先生 役
- 愛してるよ!（1993年10月11日 - 1993年12月27日、テレビ朝日、月曜ドラマ・イン） - 遠藤幸知 役
- 積木くずし - 崩壊（1994年4月5日、テレビ東京）
- ハートにS（第12回「幸子ちゃん」、1995年7月3日、フジテレビ）
- それが答えだ!（1997年7月2日 - 1997年9月17日、フジテレビ） - 浅丘幸美 役
- 愛、ときどき嘘（1998年4月8日 - 1998年6月24日、日本テレビ）
- 陰の季節 1（2000年5月1日、TBS、月曜ドラマスペシャル） - 七尾友子 役
- ズッコケ三人組 VS.双子探偵 光の世界へ翔べ（2001年1月1日、NHK教育、ドラマ愛の詩スペシャル） - 黒岩助教授 役
- 陰の季節2 動機（2001年1月29日、TBS、月曜ドラマスペシャル） - 七尾友子 役
- 金田一少年の事件簿（第6話）「速水玲香誘拐殺人事件」（2001年7月14日 - 2001年9月15日、日本テレビ） - 本人役
- 陰の季節3 密告（2001年12月24日、TBS、月曜ミステリー劇場） - 七尾友子 役
- 陰の季節4 失踪（2002年10月28日、TBS、月曜ミステリー劇場） - 七尾友子 役
- 陰の季節5 事故（2003年3月17日、TBS、月曜ミステリー劇場） - 七尾友子 役
- 陰の季節6 刑事（2003年9月15日、TBS、月曜ミステリー劇場） - 七尾友子 役
- ふたりのアリス（2004年2月4日、BSフジ、怖い女シリーズ）
- 陰の季節7 清算（2004年11月29日、TBS、月曜ミステリー劇場） - 七尾友子 役
- ウィルスパニック2006夏〜街は感染した〜（2006年6月27日、日本テレビ、ドラマコンプレックス） - 保健センター係長・永井恭子 役
- 二千人の孤児の母 澤田美喜物語（2006年8月15日、日本テレビ、DRAMA COMPLEX）
- 帰ってきた時効警察（第1話）（2007年4月13日 - 2007年6月8日、テレビ朝日、金曜ナイトドラマ） - 榎田美紗子 役
- 勉強していたい!（2007年8月18日 - 2007年9月1日、NHK総合・BShi、土曜ドラマ）
- お・ばんざい!（2007年9月3日 - 2007年10月26日、毎日放送、ドラマ30）
- ドラマ「おはよう」（2007年9月24日、NHK） - 生活ほっとモーニング、コメンテーター
- 中学生日記 「恐怖の成績表」（2007年11月10日、NHK教育）
- 赤かぶ検事奮戦記 京都転勤篇 〜悪夢の女相続人〜」（2009年5月11日、TBS、月曜ゴールデン）
- 赤かぶ検事京都篇（第1回）「名物検事登場スペシャル」（2010年1月13日、TBS、水曜劇場） - 安部沙織 役
- 赤かぶ検事京都篇（第2 - 9回）（2010年1月13日 - 2010年3月10日、TBS、水曜劇場） - 安部沙織 役
- TAKE FIVE～俺たちは愛を盗めるか～（2013年5月17日、TBS、金曜ドラマ）

### 映画
- 卒業プルーフ（1987年11月28日） - 山岸美保 役
- ほんの5g（1988年11月26日） - ユリ 役
- 打ち上げ花火、下から見るか? 横から見るか?（1995年） - 三浦晴子先生 役
- BOYS MEET THE FUTURE Juvenire ジュブナイル（2000年） - 祐介の母 役
- ALWAYS 三丁目の夕日（2005年） - 宅間医師の妻 役
- タイヨウのうた（2006年6月17日） - 雨音由紀 役
- 便利屋エレジー（2017年6月24日）

### テレビ
| ジャンル                      | 作品名                                                                                       | 作品公開などの年月日                               | 補足                                        |
| ----------------------------- | -------------------------------------------------------------------------------------------- | -------------------------------------------------- | ------------------------------------------- |
| テレビ ゲストおよび不定期出演 | マジカル頭脳パワー!!                                                                         | 1994年 - 1998年                                    |                                             |
| テレビ ゲストおよび不定期出演 | たけし・所のドラキュラが狙ってる                                                             | 1992年 - 1995年                                    |                                             |
| テレビ ゲストおよび不定期出演 | 世界一受けたい授業                                                                           |                                                    |                                             |
| テレビ ゲストおよび不定期出演 | 今すぐ使える豆知識 クイズ雑学王                                                              |                                                    |                                             |
| テレビ ゲストおよび不定期出演 | タイムショック21                                                                             | 2001年 - 2002年                                    |                                             |
| テレビ ゲストおよび不定期出演 | タイムショックSP                                                                             | 2002年 - 2007年                                    |                                             |
| テレビ ゲストおよび不定期出演 | 超タイムショック 芸能人最強クイズ王決定戦1・2・3・6・8-10                                    | 2008年3月27日                                      | 第1回大会 準優勝                            |
| テレビ ゲストおよび不定期出演 | 超タイムショック 芸能人最強クイズ王決定戦1・2・3・6・8-10                                    | 2008年6月24日                                      | 第2回大会 準優勝                            |
| テレビ ゲストおよび不定期出演 | 超タイムショック 芸能人最強クイズ王決定戦1・2・3・6・8-10                                    | 2008年9月25日                                      | 第3回大会 優勝（賞金220万円）               |
| テレビ ゲストおよび不定期出演 | 超タイムショック 芸能人最強クイズ王決定戦1・2・3・6・8-10                                    | 2009年10月9日                                      | 第6回大会 予選敗退・敗者復活戦敗退          |
| テレビ ゲストおよび不定期出演 | 超タイムショック 芸能人最強クイズ王決定戦1・2・3・6・8-10                                    | 2010年3月28日                                      | 第8回大会 準優勝                            |
| テレビ ゲストおよび不定期出演 | 超タイムショック 芸能人最強クイズ王決定戦1・2・3・6・8-10                                    | 2010年9月24日                                      | 第9回大会 予選敗退・敗者復活戦敗退          |
| テレビ ゲストおよび不定期出演 | 超タイムショック 芸能人最強クイズ王決定戦1・2・3・6・8-10                                    | 2010年12月29日                                     | 第10回大会 予選敗退・敗者復活戦敗退         |
| テレビ ゲストおよび不定期出演 | 愛のエプロン                                                                                 |                                                    |                                             |
| テレビ ゲストおよび不定期出演 | めちゃ×2イケてるッ! オールスター夢の激突8周年大感謝祭スペシャル！！                          | 2004年10月9日                                      | 国立め茶の水女子大付属高校 中間テスト 第2位 |
| テレビ ゲストおよび不定期出演 | 徳光和夫の感動再会!"逢いたい"                                                                |                                                    |                                             |
| テレビ ゲストおよび不定期出演 | クイズプレゼンバラエティー Qさま!! （詳細は、日本漢字能力検定 - 有名人合格者及び脚注を参照） |                                                    | 「プレッシャーSTUDY」出演                   |
| テレビ ゲストおよび不定期出演 | スタイルプラス                                                                               |                                                    |                                             |
| テレビ ゲストおよび不定期出演 | あさイチ                                                                                     |                                                    |                                             |
| テレビ 過去のレギュラー出演   | オールナイトフジ                                                                             | 1988年                                             |                                             |
| テレビ 過去のレギュラー出演   | ヴィヴィアン                                                                                 | 1989年 - 1993年                                    | アシスタント                                |
| テレビ 過去のレギュラー出演   | 高田純次のこれで来週も幸せです                                                               | 1991年 - 1992年                                    |                                             |
| テレビ 過去のレギュラー出演   | 象印クイズ ヒントでピント                                                                    | 1991年10月27日（第590回） - 1994年1月30日（681回） | 女性軍3枠                                   |
| テレビ 過去のレギュラー出演   | THE WEEK                                                                                     | 1991年 - 1996年                                    | サブキャスター                              |
| テレビ 過去のレギュラー出演   | ん！？さんま！                                                                               | 1991年 - 1992年                                    | 司会                                        |
| テレビ 過去のレギュラー出演   | 梅辰亭・今夜は看板!                                                                          | 1991年 - 1992年                                    | レギュラー                                  |
| テレビ 過去のレギュラー出演   | 思い出音楽館                                                                                 | 1992年 - 1993年                                    | アシスタント                                |
| テレビ 過去のレギュラー出演   | TVおじゃマンボウ                                                                             | 1993年 - 2006年                                    | 総合司会                                    |
| テレビ 過去のレギュラー出演   | TVクルーズ となりのパパイヤ                                                                  | 1994年 - 1995年                                    | 総合司会                                    |
| テレビ 過去のレギュラー出演   | 驚きももの木20世紀                                                                           | 1994年 - 1999年                                    | アシスタント                                |
| テレビ 過去のレギュラー出演   | いいモノ万来                                                                                 | 1995年                                             | 司会                                        |
| テレビ 過去のレギュラー出演   | サタデージャングル                                                                           | 1995年 - 1997年                                    | 総合司会                                    |
| テレビ 過去のレギュラー出演   | サンデージャングル                                                                           | 1995年 - 2001年                                    | 総合司会                                    |
| テレビ 過去のレギュラー出演   | 検証ドキュメンタリー ザ・スクープ                                                            | 1997年10月 - 2000年3月                             | メインキャスター                            |
| テレビ 過去のレギュラー出演   | 見た目が勝負!?                                                                               | 1995年 - 1996年                                    | 司会                                        |
| テレビ 過去のレギュラー出演   | いただき!公募生活                                                                            | 1999年                                             |                                             |
| テレビ 過去のレギュラー出演   | ねっとパラダイス                                                                             | 2000年 - 2002年                                    |                                             |
| テレビ 過去のレギュラー出演   | ベストポジションSPORTS                                                                       | 2001年 - 2002年                                    |                                             |
| テレビ 過去のレギュラー出演   | ザ!情報ツウ                                                                                  | 2002年 - 2005年                                    | 総合司会                                    |
| テレビ 過去のレギュラー出演   | 森田一義アワー 笑っていいとも!                                                               | 2001年10月 - 2004年9月                             | 木曜日レギュラー                            |
| テレビ 過去のレギュラー出演   | ザ!情報ツウ                                                                                  | 2002年 - 2005年                                    | 総合司会                                    |
| テレビ 過去のレギュラー出演   | あったか生活!秘伝!カテイの魔法                                                               | 2003年 - 2005年                                    |                                             |
| テレビ 過去のレギュラー出演   | ウタワラ                                                                                     | 2005年 - 2007年                                    |                                             |
| テレビ 過去のレギュラー出演   | クイズ!ヘキサゴンII                                                                          | 2006年5月 - 2009年6月                              | 準レギュラー                                |
| テレビ 過去のレギュラー出演   | ピンポン!                                                                                    | 2007年 - 2009年3月                                 | 月曜日コメンテーター                        |
| テレビ 過去のレギュラー出演   | 京都もうひとつの歴史 狙われたニッポン！幕末外交史                                            | 2008年2月                                          | ナビゲーター                                |
| テレビ 過去のレギュラー出演   | NEWSゆう+                                                                                    | 2009年 - 2010年12月 （月曜日・火曜日）             | コメンテーター                              |
| テレビ 過去のレギュラー出演   | 親と子のTVスクール                                                                           | 2005年 - 2008年                                    |                                             |
| テレビ 過去のレギュラー出演   | 小倉智昭の特命調査隊!国民は怒っているぞ!血税バラまき真相SP                                   | 2005年 - 2006年                                    |                                             |
| テレビ 過去のレギュラー出演   | 歴史のもしも!                                                                                | 2008年 - （日曜日）                                | BS11デジタル                                |
| テレビ 過去のレギュラー出演   | ひるおび!                                                                                    | 2009年 - （水曜日） 2010年                         |                                             |
| テレビアニメ                  | 名探偵コナン                                                                                 | 1997年                                             | 麻木久仁子役                                |
| テレビアニメ                  | 名探偵コナン                                                                                 | 1997年                                             | 桂子役                                      |
| テレビCM                      | 鉄建建設                                                                                     | 1990年 - 1994年                                    |                                             |
| テレビCM                      | 日清食品 （めんコク）                                                                        | 1995年                                             |                                             |
| テレビCM                      | 日本テレコム0088                                                                             | 1995年                                             |                                             |
| テレビCM                      | 武田薬品工業                                                                                 | 1999年 - 2000年                                    |                                             |
| テレビCM                      | P&G （薬用石鹸ミューズ）                                                                     | 1997年 - 1999年                                    |                                             |
| テレビCM                      | 東リ                                                                                         | 2000年                                             |                                             |
| テレビCM                      | 富士通                                                                                       | 2005年 - 2008年                                    |                                             |
| テレビCM                      | シュミテクト                                                                                 | 2005年 -                                           |                                             |
| テレビCM                      | カタログハウス 「通販生活」                                                                  |                                                    |                                             |

### ラジオ(レギュラー)
| 番組名                                             | 放送年月日      | 担当と放送局                  |
| -------------------------------------------------- | --------------- | ----------------------------- |
| 麻木久仁子の週刊「ほんなび」                       | 2013年 - 2014年 | パーソナリティ(TBSラジオ)     |
| 麻木久仁子のニッポン政策研究所                     | 2010年 - 2013年 | パーソナリティ(TBSラジオ)     |
| BATTLE TALK RADIO アクセス                         | 1998年 - 2010年 | 金曜日ナビゲーター(TBSラジオ) |
| 麻木久仁子・就職（し・ご・と）研究所               | 1996年 - 1997年 | パーソナリティ(文化放送)      |
| コーセー歌謡ベスト10 KOSE カウントダウン・ジャパン | 1990年 - 1994年 | アシスタント(TOKYO FM)        |

### その他
- Changeの瞬間 〜がんサバイバーストーリー〜（2020年6月28日 - 7月5日、朝日放送ラジオ）[20][21]

## ディスコグラフィー
- 見つめていたい（TDKレコード、1986年） ※OVA「超時空ロマネスク SAMY MISSING・99」挿入歌。
- 愛が懐かしい（EPICソニー、1995年） ※田代まさしとのデュエット。フジテレビ「となりのパパイヤ」エンディングテーマ。

## 書籍
- 濤川栄太、麻木久仁子『迷っている人ほど素敵』扶桑社、1997年9月。ISBN 978-4594023287。
- 麻木久仁子『「仕切り上手」の法則』小学館、2001年3月。ISBN 978-4094020168。
- 池上彰、麻木久仁子、高野孟『現代世界を斬る!ジャーナリスティックな地図』帝国書院、2008年7月5日。ISBN 978-4807157914。